# Kiss Me, Kiss Me, Kiss Me
Kiss Me, Kiss Me, Kiss Me är The Cures sjunde studioalbum, utgivet i maj 1987 på Fiction Records. Albumet släpptes ursprungligen som en dubbel-LP. Kiss Me, Kiss Me, Kiss Me utgavs som LP, kassettalbum och CD.

## Låtlista
All sångtext är skriven av Robert Smith, alla låtar är komponerade av The Cure (Smith, Simon Gallup, Porl Thompson, Lol Tolhurst och Boris Williams).
| 1. | The Kiss                       | 6:17 |
| 2. | Catch                          | 2:42 |
| 3. | Torture                        | 4:13 |
| 4. | If Only Tonight We Could Sleep | 4:50 |

| 1. | Why Can't I Be You?      | 3:11 |
| 2. | How Beautiful You Are... | 5:10 |
| 3. | The Snakepit             | 6:56 |
| 4. | Hey You!                 | 2:22 |

| 1. | Just Like Heaven | 3:30 |
| 2. | All I Want       | 5:18 |
| 3. | Hot Hot Hot!!!   | 3:32 |
| 4. | One More Time    | 4:29 |
| 5. | Like Cockatoos   | 3:38 |

| 1.           | Icing Sugar      | 3:48  |
| 2.           | The Perfect Girl | 2:34  |
| 3.           | A Thousand Hours | 3:21  |
| 4.           | Shiver and Shake | 3:26  |
| 5.           | Fight            | 4:27  |
| Total längd: | Total längd:     | 74:35 |

På de första CD-utgåvorna av albumet fanns inte "Hey You!" med eftersom 80-minuters-CD:n inte hade kommit till ännu. Det ändrades först 2006.

## Medverkande
The Cure
- Robert Smith – gitarr, keyboard, sång
- Simon Gallup – elbas
- Porl Thompson – gitarr, keyboard, saxofon
- Lol Tolhurst – keyboard
- Boris Williams – percussion, trummor

Gästmusiker
- Andrew Brennan – saxofon på "Icing Sugar" och "Hey You!"